# Bernardino Rocci
Bernardino Rocci (Roma, 21 de agosto de 1627 - Roma, 2 de novembro de 1680) foi um cardeal do século XVII

## Biografia
Nasceu em Roma em 21 de agosto de 1627. Filho de Antonio Rocci e Pulcheria Maffei. A família era originária de Cremona e Milão. Sobrinho do cardeal Ciriaco Rocci (1629). Sobrinho-neto do cardeal Pompeio Arrigoni (1596)
Estudou em Roma e em Ferrara. Obteve o doutorado in utroque iure , direito canônico e civil..
Ordenado ao sacerdócio (sem data). Acompanhou o tio às nunciaturas na Suíça e na Áustria. Governador Fermo e outras cidades dos Estados Pontifícios. No pontificado do Papa Urbano VIII (1623-1644), foi nomeado secretário da SC da Imunidade Eclesiástica e da SC dos Ritos; consultor da SC da Suprema SC da Inquisição Romana e Universal; corregedor da Penitenciária Apostólica; e referendário dos Tribunais da Assinatura Apostólica de Justiça e da Graça. Comissário apostólico da Marca em 1657. Cônego da patriarcal basílica vaticana, 22 de novembro de 1661. Núncio perante o vice-rei de Nápoles, 16 de junho de 1665; governador e administrador da arquidiocese de Nápoles durante sua vacância, 1666-1667. Prefeito do Palácio Apostólico, 1668..
Eleito arcebispo titular de Damasco, em 9 de abril de 1668. Consagrado, em 22 de abril de 1668, em Roma, pelo cardeal Giulio Gabrielli, coadjuvado por Emilio Altieri, bispo de Camerino, e por Carlo de Vecchis, arcebispo titular de Atena. Assistente do Trono Pontifício, 9 de maio de 1668. Governador de Castelgandolfo por um triênio, 25 de março de 1671; governo prorrogado por mais um triênio, 20 de março de 1674..
Criado cardeal sacerdote no consistório de 27 de maio de 1675; recebeu o gorro vermelho e o título de S. Stefano al Monte Celio, em 15 de julho de 1675. Transferido para a sé de Orvieto, com título pessoal de arcebispo, em 24 de fevereiro de 1676. Participou do conclave de 1676, que elegeu o Papa Inocêncio XI. Legado em Ferrara..
Morreu em Roma em 2 de novembro de 1680, às 19 horas, em sua villa perto de Frascati. O funeral realizou-se em Frascati e os seus restos mortais foram trasladados para Roma e sepultados no túmulo dos seus antepassados na igreja de S. Maria di Monserrato..